# John Lomax
John Avery Lomax (23 de septiembre de 1867 - 26 de enero de 1948) fue un profesor estadounidense, musicólogo y folclorista pionero, que dedicó gran parte de su vida a la preservación de canciones clásicas del folclore estadounidense. Fue el padre de Alan Lomax, otro distinguido coleccionista música folk.

## Primeros años
La familia Lomax emigró del Reino Unido en el siglo XIX cuando William Lomax fundó en una colonia en Carolina del Norte. John Lomax nació en Goodman, Misisipi, hijo de James Avery Lomax y Susan Frances Cooper. En diciembre de 1869, su familia se mudó a Texas, justo al norte de Meridian, en el Condado de Bosque. Las canciones de cowboy a las que estuvo expuesto durante su niñez le influyeron de tal forma, que futura elección de una carrera pareció estar confirmada.
Hacia 1876, conoció y se hizo amigo cercano de Nat Blythe, un antiguo esclavo que acababa de ser contratado como peón por James Lomax. Esta relación duró por tres años y fue crucial en el desarrollo temprano de Lomax. Aunque su escolarización fue esporádica debido a las labores agrícolas a las que se vio forzado a practicar, logró enseñarle a su amigo a leer y escribir, mientras que Blythe le enseña canciones típicas como "Big Yam Potatoes on a Sandy Land" y estilos de baile como el Juba. Cuando Blythe cumplió 21 años abandonó su empleo y dejó la casa. Lomax nunca lo volvió a ver, aunque oyó rumores acerca de que había sido asesinado. Durante muchos años buscó a Blythe cada vez que emprendía un viaje hacia el sur.
Cuando estaba a punto de cumplir 21 años -y su obligación legal de trabajar en la granja familiar estaba llegando a su fin- su padre le permitió quedarse con las ganancias de los cultivos de uno de sus campos. Lomax utilizó estos recursos económicos, junto con el dinero que obtuvo al vender su poni favorito para pagar su educación. Hacia fines de 1887, ingresó al Granbury College de esa localidad y en mayo de 1888 se graduó de profesor. Comenzó su primer empleo impartiendo clases en una escuela rural de Clifton, al sureste de Meridian. Sin embargo, a medida que fue transcurriendo el tiempo comenzó a sentirse insatisfecho con la monotonía del pueblo y el bajo salario que percibía, por lo que en 1889 solicitó empleo en el Weatherford College, que lo contrató al poco tiempo. En 1890, después de haber asistido a un curso de verano en el Eastman Business College de Poughkeepsie, Nueva York, Lomax regresó a Texas para desempeñarse como jefe del Departamento Empresarial del Weatherford College. A su vez, cada verano entre 1891 y 1894, asistió a una conferencia en el Institute Chautauqua en el Estado de Nueva York, que fue pionero en la Educación de adultos.

## Inicios de su carrera
Por entonces, había decidido que quería asistir a una universidad de primer nivel; su primera elección fue la Universidad Vanderbilt en Nashville, Tennessee, pero pronto se percató que no lograría pasar los exámenes de ingreso. En 1895, a la edad de 28 años, se matriculó en la Universidad de Texas en Austin, con especialización en literatura inglesa. 